# Werner Hucks

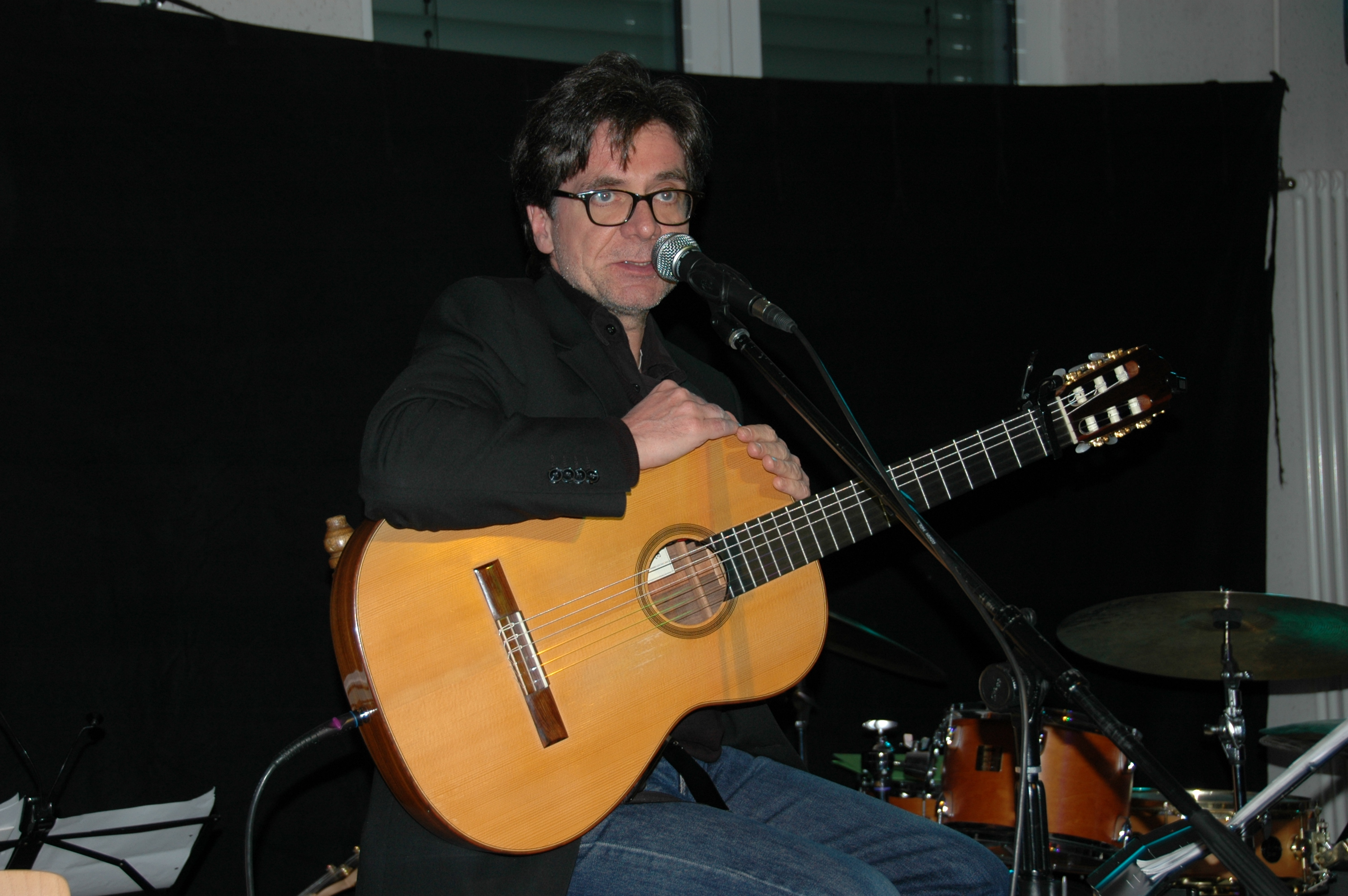
Werner Hucks am 8. Februar 2014 in Biebertal

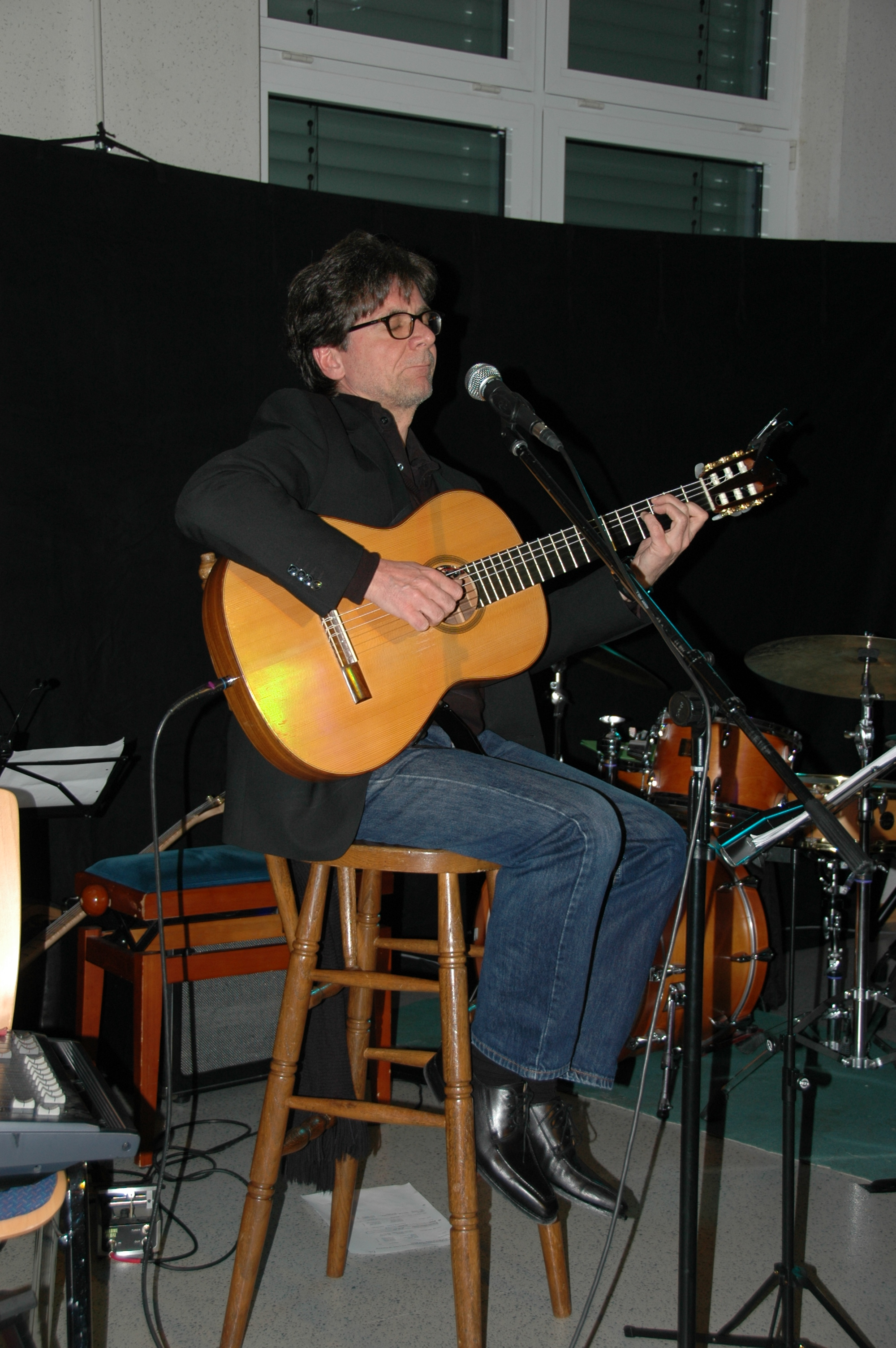
Werner Hucks beim Spielen

Werner Hucks (* 23. Januar 1962 in Duisburg) ist ein deutscher Gitarrist aus Siegen.

## Leben
Hucks studierte von 1981 bis 1988 an der Musikhochschule Köln, wurde 1986 der bundesweit erste Diplom-Musikpädagoge für Jazzgitarre und machte 1988 sein Diplom der künstlerischen Reifeprüfung bei Eddy Marron. Seit Anfang der 1980er Jahre ist er als Konzertgitarrist und Studiomusiker aktiv. Sein Repertoire reicht von klassischer Gitarrenliteratur bis zum Jazz. Mit seinem Solo-Programm trat er auch in den USA, Swaziland, Namibia, Südafrika und vielen Ländern Europas auf.
Auf dem Gebiet des Jazz arbeitete er u. a. mit Charlie Mariano, Jiggs Whigham, Ack van Rooyen und Lee Konitz zusammen; im Popbereich z. B. mit Dieter Falk, Ralf Gustke und Wolfgang Schmid und in der christlichen Musikszene mit Manfred Siebald, dem ERF, Siegfried Fietz, Jan Vering, Hartmut & Johannes  Nitsch, Clemens Bittlinger, Helmut Jost und vielen anderen. Von 1996 bis 1999 spielte er bei den Musicals Les Miserables in Duisburg und in Elisabeth in Essen die erste Gitarre. In diesem Zusammenhang kam es zu einigen Musical-CD-Einspielungen.
Mit dem Trompeter Martin Reuthner bildet Hucks ein Jazzduo. Zum 400. Geburtstag von Paul Gerhardt erarbeitete er mit dem Sänger Werner Hoffmann 2007 ein Konzert- und CD-Projekt Breit' aus die Flügel beide. Er veröffentlichte bisher 16 Alben, deren Stücke etwa zur Hälfte von ihm selbst geschrieben sind. Bei den anderen handelt es sich meist um seine Transkriptionen von Werken Johann Sebastian Bachs oder Choralbearbeitungen. Hin und wieder tauchen in seinen Konzerten Kompositionen und Bearbeitungen seines Vaters Walter Hucks auf, dessen Gitarre er heute spielt.
Unter anderem war er mit der Theologin Margot Käßmann zu Konzertlesungen unterwegs. Während sämtlicher Kirchenkonzert-Tourneen von Heino war er als Gitarrist mit dabei. Mit dem Sänger und Journalisten Christoph Zehendner gestaltet er gemeinsame Konzertabende. Seit 2017 präsentiert Hucks mit dem Theologen und Schriftsteller Uwe Birnstein das Programm Luther & Lindenberg - Zwei Deutsche für ein Halleluja.
Werner Hucks lebt mit seiner Frau in Siegen-Niederschelden und unterrichtet in Siegen an der dortigen Fritz-Busch-Musikschule als Gitarrenlehrer.

## Diskographie
- WH1 Unterwegs, MC, 1985
- WH2 ...bis Ellington (mit Jiggs Whigham, Posaune), MC, 1986
- WH3 Von Bach... (mit Peter Reichen, Querflöte), MC 1986
- Flöte und Gitarre (mit Peter Reichen), CD, MC, ERF 1987
- Relaxed, CD, LP, MC, 1988
- Midnite Blue, CD, LP, MC, 1990
- Classic Guitar: J. S. Bach, CD, MC, 1991
- Classic Guitar: Mauro Giuliani, CD, MC, 1992
- Dreamtime (mit Helmut Jost, Martin Stoeck, Mario Argandoña, Charlie Mariano), CD, 1993
- Klassische Melodien, Gitarre & Orchester, CD, 1993
- Romantic Guitar, CD, 1997
- Tanz der Saiten (mit Frieder Jost, Lothar Kosse und Peter Vanielik-Schneider), 2002
- Faszination Gitarre (mit Ralf Gustke, Helmut Jost und Wolf Codera), 2004
- Saiten-Reise (mit Helmut Jost und Ralf Gustke), 2006
- Friendship (mit Martin Reuthner), 2008
- Werner Hucks 50+, 2012
- Befiehl du deine Wege 2020